# Teorie létání
Teorie létání (v britském originále The Theory of Flight) je britská filmová komedie z roku 1998. Režisérem filmu je Paul Greengrass. Hlavní role ve filmu ztvárnili Helena Bonham Carter, Kenneth Branagh, Gemma Jones, Holly Aird a Ray Stevenson. 

## Obsazení
| Helena Bonham Carter | Jane Hatchard |
| Kenneth Branagh      | Richard       |
| Gemma Jones          | Anne          |
| Holly Aird           | Julie         |
| Ray Stevenson        | Gigolo        |
| Sue Jones-Davies     | Catharine     |
| Gwenyth Petty        | Magistrate    |
| Robert Blythe        | farmář        |